# 实践智慧
实践智慧（英語：Phronesis）是一种与实际行动相关的智慧或智能，它包含了良好的判断力和品格与习惯的优秀性，是古希腊哲学中常见的讨论主题。古典作品关于这一主题的观点至今仍有影响力。在亚里士多德的伦理学中，这一概念与其他词语表示的智慧或智能德性（如episteme和sophia）有所区别，因为它具有实践性的特征。传统的拉丁文翻译是prudentia，是英文“prudence”的来源。托马斯·麦克维利等人提出，最好的翻译是“mindfulness”。